# Colletes niveatus
Colletes niveatus är en biart som beskrevs av Kuhlmann 2002. Colletes niveatus ingår i släktet sidenbin, och familjen korttungebin. Inga underarter finns listade i Catalogue of Life.